# U-554
| U-554 | U-554 | U-554 |
| --- | --- | --- |
| U 554 | | |
| | | |
| Зображення підводного човна підтипу VIIC                                                                     | | |
| Верф | Blohm + Voss, Гамбург                                                                                              | Blohm + Voss, Гамбург                                                                                              |
| Під прапором                                                                                                 | Третій Рейх | Третій Рейх |
| Належність                                                                                                   | Крігсмаріне | Крігсмаріне |
| Порт приписки                                                                                                | Мемель, Готенгафен, Вільгельмсгафен, Гамбург                                                                       | Мемель, Готенгафен, Вільгельмсгафен, Гамбург                                                                       |
| Замовлення                                                                                                   | 25 вересня 1939 | 25 вересня 1939 |
| Закладений                                                                                                   | 1 грудня 1939 | 1 грудня 1939 |
| Спуск на воду                                                                                                | 7 листопада 1940                                                                                                   | 7 листопада 1940                                                                                                   |
| Введений до складу флоту                                                                                     | 15 січня 1941 | 15 січня 1941 |
| На службі | 1941—1945 | 1941—1945 |
| Сучасний статус                                                                                              | 5 травня 1945 року затоплений у Вільгельмсгафені; після війни піднятий та розібраний                               | 5 травня 1945 року затоплений у Вільгельмсгафені; після війни піднятий та розібраний                               |
| Бойовий досвід                                                                                               | Друга світова війна                                                                                                | Друга світова війна                                                                                                |
| Проєкт | | |
| Тип ПЧ | середній торпедний ДПЧ                                                                                             | середній торпедний ДПЧ                                                                                             |
| Вартість | 4 714 000 ℛℳ | 4 714 000 ℛℳ |
| Основні характеристики                                                                                       | | |
| Швидкість (надводна)                                                                                         | 17,9 вузлів | 17,9 вузлів |
| Швидкість (підводна)                                                                                         | 8 вузлів | 8 вузлів |
| Робоча глибина занурення                                                                                     | 100 м | 100 м |
| Гранична глибина занурення                                                                                   | 220 м | 220 м |
| Автономність плавання                                                                                        | 135—174 км на швидкості 4 вузли (в підводному положенні) 11 470 км на швидкості 10 вузлів (у надводному положенні) | 135—174 км на швидкості 4 вузли (в підводному положенні) 11 470 км на швидкості 10 вузлів (у надводному положенні) |
| Екіпаж | 44-60 осіб | 44-60 осіб |
| Розміри | | |
| Довжина найбільша (по КВЛ)                                                                                   | 67,1 м | 67,1 м |
| Ширина корпусу найб.                                                                                         | 6,2 м | 6,2 м |
| Висота | 9,6 м | 9,6 м |
| Середня осадка (по КВЛ)                                                                                      | 4,74 м | 4,74 м |
| Водотоннажність надводна                                                                                     | 769 т | 769 т |
| Силова установка                                                                                             | | |
| дизель-електрична; 2 дизельних двигуни MAN M 6 V 40/46, 2 електродвигуни Siemens-Schuckert-Werke GU 343/38-8 | | |
| Гвинти | 2 | 2 |
| Потужність                                                                                                   | 2800—3200 к.с. (дизелі) 750 к.с. (електродвигуни)                                                                  | 2800—3200 к.с. (дизелі) 750 к.с. (електродвигуни)                                                                  |
| Озброєння | | |
| Артилерія | 1 × 88-мм палубна гармата SK C/35                                                                                  | 1 × 88-мм палубна гармата SK C/35                                                                                  |
| Торпедно- мінне озброєння                                                                                    | 4 носових і один кормовий ТА 14 торпед або 26 мін TMA                                                              | 4 носових і один кормовий ТА 14 торпед або 26 мін TMA                                                              |
| ППО | 1 × 37-мм зенітна гармата Flak M42 2 × 20-мм зенітні гармати FlaK 30                                               | 1 × 37-мм зенітна гармата Flak M42 2 × 20-мм зенітні гармати FlaK 30                                               |

U-554 — німецький середній підводний човен типу VIIC, що входив до складу Військово-морських сил Третього Рейху за часів Другої світової війни. Закладений 1 грудня 1939 року на верфі № 530 Blohm + Voss у Гамбурзі. Спущений на воду 7 листопада 1940 року. 15 січня 1941 року корабель увійшов до складу 24-ї навчальної флотилії ПЧ ВМС нацистської Німеччини.

## Історія
U-554 належав до німецьких підводних човнів типу VIIC, найчисельнішого типу субмарин Третього Рейху, яких було випущено 703 одиниці. Службу розпочав у складі 24-ї навчальної флотилії ПЧ, з 1 липня 1944 року переведений до складу 22-ї флотилії-школи підготовки екіпажів ПЧ з базуванням у Готенгафені. 1 лютого 1945 року переведений до 31-ї флотилії ПЧ Крігсмаріне. Корабель не здійснив жодного бойового походу та не потопив жодного судна.
5 травня 1945 року U-554 затоплений екіпажем поблизу міста Вільгельмсгафен у ході операції «Регенбоген»; після війни рештки корабля підняті та розібрані на брухт.

## Командири
- Капітан-лейтенант Дітріх Ломанн (15 січня — 25 червня 1941)
- Оберлейтенант-цур-зее Гайнц Штайн (25 червня 1941 — березень 1942)
- Оберлейтенант-цур-зее Клаус фон Трота (березень — вересень 1942)
- Капітан-лейтенант Карл-Гартвіг Зібольд (14 листопада 1942 — 2 липня 1944)
- Оберлейтенант-цур-зее резерву Готтфрід Штольценбург (липень — 18 листопада 1944)
- Капітан-лейтенант Ернст-Вольфганг Рафе (19 листопада 1944 — 22 березня 1945)
- Оберлейтенант-цур-зее Вернер Ремус (березень — 5 травня 1945)